# Titularbistum Medeli
Medeli ist ein Titularbistum der römisch-katholischen Kirche.
Es geht zurück auf einen untergegangenen Bischofssitz in der gleichnamigen antiken Stadt, die in der römischen Provinz Africa proconsularis (heute nördliches Tunesien) lag. Der Bischofssitz war der Kirchenprovinz Karthago zugeordnet.
| Titularbischöfe von Medeli |                                            |                                                                  |                    |                    |
| Nr.                        | Name                                       | Amt                                                              | von                | bis                |
| 1                          | Joseph Lörks SVD                           | Apostolischer Vikar von Zentralneuguinea (Territorium Neuguinea) | 23. Mai 1933       | 17. März 1943      |
| 2                          | Fulvio Tessaroli                           | Altbischof von Segni (Italien)                                   | 11. November 1952  | 13. Januar 1953    |
| 3                          | Marino Bergonzini                          | Weihbischof in Modena und Nonantola (Italien)                    | 12. Februar 1953   | 12. Januar 1957    |
| 4                          | Szczepan Sobalkowski                       | Weihbischof in Kielce (Volksrepublik Polen)                      | 3. Juni 1957       | 12. Februar 1958   |
| 5                          | Ugo Poletti                                | Weihbischof in Novara (Italien)                                  | 21. Juli 1958      | 26. Juni 1967      |
| 6                          | Joseph Louis Aldée Desmarais               | emeritierter Bischof von Amos (Kanada)                           | 31. Oktober 1968   | 8. Dezember 1970   |
| 7                          | Carlo Curis Titularerzbischof pro hac vice | Diplomat des Heiligen Stuhls                                     | 14. Juli 1971      | 29. September 2014 |
| 8                          | Zbigniew Zieliński                         | Weihbischof in Danzig (Polen)                                    | 26. September 2015 | 10. März 2022      |
| 9                          | Riccardo Lamba                             | Weihbischof in Rom (Italien)                                     | 27. Mai 2022       | 23. Februar 2024   |
| 10                         | Ramiro Alejandro Herrera Herrera           | Weihbischof in Portoviejo (Ecuador)                              | 19. April 2024     |                    |